# TOKYO JUNGLE
『TOKYO JUNGLE』（トーキョー・ジャングル）は、ソニー・コンピュータエンタテインメント（SCE）が2012年6月7日に発売したPlayStation 3専用ゲームソフト。開発はクリスピーズ。

## 概要
ソニー・コンピュータエンタテインメントによるクリエイター発掘支援プログラム「PlayStation C.A.M.P!」で開発された作品の一つ。
人類が消えた東京の街（渋谷・原宿・代々木）を舞台に、50種類以上の動物の中からキャラクターを選択し、とにかく「生き残る」ことを目的とするゲーム。登場する動物たちは飼い主を失ったペットや動物園の檻から脱走した猛獣など。
「東京ゲームショウ(TGS)2010」に出展された際に注目を集め、当初は純粋な横スクロール2Dアクションゲームとして開発されていたが、TGS2010で得られた期待に応えるためにゲームを作り直し、最終的には奥行きの概念が追加された3Dアクションゲームとして発売された。
世界観については、中野正貴の写真集「TOKYO NOBODY」から受けた影響も大きい。また、関連作品に2013年7月10日にPlayStation Mobileで配信された『TOKYO JUNGLE Mobile』がある。

## ゲームシステム
ゲージ
プレイヤーにはライフゲージ、ハングリーゲージ、スタミナゲージ、ポイズンゲージの4本のゲージが存在する。ハングリーゲージは時間経過と共に減少し、0になると空腹状態になりライフゲージが減少し始める。空腹や敵からのダメージによってライフが0になるとプレイヤーは死に、ゲームオーバーとなる。ライフゲージは条件が整えば自然回復し、ハングリーゲージは捕食によって回復することができる。また、双方ともにアイテムによって回復することができる。
スタミナゲージは回避行動をとることによって減少し、0になると回避行動がとれず、ライフゲージの自然回復も遅くなる。
ポイズンゲージはスモッグ、大雨、猛暑などの環境異常の発生や、汚染されたエサを捕食することによって蓄積され、100に達するとライフゲージが減少していく。清潔なエサや水の捕食、正常な環境への移動、アイテムの使用によって回復させることができる。
捕食
プレイヤーキャラクターとして操作できる動物は肉食動物と草食動物に大別され、肉食動物は他の動物を倒して捕食し、草食動物はマップ中にランダムに自生している植物を捕食することによってハングリーゲージが回復し、摂取カロリーが蓄積される。摂取カロリーが一定数に達するとルーキー→ベテラン→ボスの順にランクアップしていく。敵に気づかれることなく、噛みつき攻撃を成立させると「Fine Hunt」となり、一撃で敵を倒すことができる。ただしサイズ差が大きすぎる動物は一撃では倒せず「Critical」と記録され通常攻撃より多めのダメージを与えるに留まる。
同種の敵を倒すことはできるが、共食いはできない。また、犬は犬種が違うものは異種として扱われるため捕食が可能。
例外としてサバイバルモードで100年前後で登場する北京原人はどの肉食動物でも捕食不可｡
世代交代
ひとつのエリア内にはフラッグ状のアイコンが４つ置かれており、アイコンのあるポイントで「マーキング」を行い、4つのポイント全てでマーキングを行えば、そのエリアが自分の縄張りとなる。プレイヤーは縄張り内にある巣で睡眠、ゲームの中断（セーブ）をすることができる。セーブしたデータは再開と同時に消去されるため、原則としてリセットによるやり直しはできない。
縄張り内には同種のメス（オス）が出現し、「サゲメス（サゲオス）」「タダメス（タダオス）」「アゲメス（アゲオス）」の3つのランクが存在する。ランクはメス（オス）から出ているハートマークの色で見分けられる。メス（オス）に触れることで伴侶にすることができるが、ランクの高いメス（オス）はプレイヤーのランクが高くなければ、なびかせることはできない。
巣でメス（オス）と交尾することによって、プレイヤーは生まれた子供へと引き継がれる。この時、上昇したステータスの一部は親から子供へと引き継がれ、ランクの高いメス（オス）と交尾するほど生まれる子供の数と引き継がれるステータスの量が多い。一緒に生まれた兄弟は群れとして行動を共にし、残機の役割を果たす。プレイヤーが死ぬと、残った兄弟にプレイヤーとして操作が引き継がれる。ただし敵からの攻撃は群れに対しても有効であるため、プレイヤーより先に倒されてしまうこともある。また、兄弟は次の世代交代時に解散し、次の世代には引き継がれず、新たに生まれた兄弟だけが群れとして行動を共にする。
世代交代によって得られたステータスは次回のニューゲームからプレイする際にも引き継がれるため、世代交代を重ねたキャラクターほど初期ステータスが高い状態でゲームをスタートすることができる。

## ゲームモード
サバイバルモード
プレイヤーは他の動物や植物を捕食し、縄張りを確保し、メスと交尾し世代交代を繰り返して、可能な限り長い年月を生き残ることを目的とする。モード中では年月が経過するごとに「特定数の動物を倒せ」「特定の場所へ向かえ」などのチャレンジが発生する。年月経過や縄張り確保、チャレンジのクリアによってプレイヤーはサバイバルポイントと呼ばれるスコアや次週に持ち越し可能な装備アイテムを獲得することができる。また、チャレンジをクリアすればステータスの上昇、プレイヤーキャラクターのアンロック権解放などといったボーナスも得られる。プレイ中に獲得したサバイバルポイントと使用したキャラクターそれぞれが持つアニマルレートを掛け算したものが最終的な獲得サバイバルポイントとなる。アニマルレートは基本的には初期能力の低い動物ほど高めに設定されている。獲得したサバイバルポイントは新たなプレイヤーキャラクターのアンロックや装備の購入に使用される。最大年数は999年でカウントストップ｡達成後もゲームプレイ自体は可能だが､生存年数によるポイントが入らなくなる､年数が経過しなくなるため同一の縄張りでの睡眠(中断)が不可となり､ゲーム内の時間調整が極めて困難となることから難易度が極端に上昇する｡
生存期間が90年前後になると異常な攻撃力と出現率､出現数を誇る北京原人が登場し始め､他の動物は出現直後に殲滅されてしまうこと､また同時にほぼ全てのエリアにおいてスモッグなどの異常気象が極端な高頻度で多発､倒した獲物は即時に毒化､水飲み場もほぼ全てが毒化することから肉食動物では捕食の機会が激減し､いわゆる永久パターン防止が構築されている｡
ストーリーモード
サバイバルモードで「アーカイブ」と呼ばれるアイテムを入手することによってプレイが可能となるモード。様々な動物の物語をオムニバス方式で展開し、同時に人類消滅の謎を明らかにしていく。アーカイブを3個入手するごとにエピソードが1つずつアンロックされる。1つのエピソードをクリアすると、サバイバルモードで新たなアーカイブが出現する。従ってサバイバルモードとストーリーモードを交互に進めなければ新たなエピソードは出現しない。

## 登場エリア
前述の通り、ゲームのプレイエリアは実際の渋谷・原宿・代々木近辺をモデルにしている。なお､下水道及び地下施設等の地下エリアは大型動物では進入不可｡
渋谷駅前
ゲームのスタート地点。左右に長く、道幅も広いため強敵の回避もしやすい。スタート直後はウサギやニワトリなどが生息しているが、ゲーム進行に伴いトラやサラブレッドも登場する。
東に行くと道玄坂・西に行くと渋谷繁華街へとつながる。実際の渋谷駅前（道玄坂下～宮益坂下）がモデル。
渋谷繁華街
渋谷駅前と渋谷郊外を繋ぐエリア。路地となっており、入り組んている。一部ビルは上ることも可能。渋谷2丁目付近がモデル。
渋谷郊外
渋谷の南西端のエリア。横に広く、奥には横三本の道は連なっている。地面に空いた穴から下水道を通り渋谷森林に出ることも可能。桜ヶ丘・鉢山町付近がモデル。
道玄坂
渋谷駅前の東。2本の路地で構成される小さ目のエリア。北に行くと渋谷森林に出る。実際の道玄坂周辺がモデル。
渋谷森林
ゲーム内一広大なエリア。渋谷の中でも特に荒廃しており、中央部ではビルの屋上を伝って移動することになる。ここから下水道及び研究施設に移動することもできる。
実際の宇田川町・神南周辺がモデル。
山手線東
柵の切れ目から入ることができるエリア。所々が池となっているほか、停止している山手線の中に入ることもできる。一部は高架を越さないといけない場所もある。
山手線西
東とつながるエリア。西端には原宿駅のホームがある。
代々木公園西
実際の明治神宮御苑付近がモデル。ここから経過年数が短くてもライオン等強力な動物が出現する。
代々木公園東
実際の代々木公園中央広場がモデル。陥没の影響からか地下には洞窟が広がっている。
下水道
渋谷郊外・渋谷駅前・渋谷森林・代々木公園東・地下施設を結ぶ広大な下水道。地上の影響を受けず水場も多いが、時には獰猛なワニが生息していることも。
地下施設
下水道から行くことができる謎の施設。
代々木公園地下
下水道及び代々木公園東から行くことのできるエリア。何層にも分かれた広い洞窟となっており、迷いやすい。

## 登場キャラクター
各種動物には大型動物/小型動物のカテゴリーが設定されており､大型動物は地下エリアへの侵入が不可能と設定されている｡前述の北京原人による永久パターン防止により､大型動物に関してはサバイバルモードでは110年前後が限界値となっている。

### 肉食動物
- ポメラニアン
- ネコ
- ビーグル
- ゴールデンレトリバー
- 土佐犬
- オオカミ
- ジャッカル
- リカオン
- ハイエナ
- チーター
- クマ
- クロヒョウ
- シロクマ
- トラ
- ライオン/子ライオン

世代交代すると2代目以降は子ライオンとして生まれる。一度、縄張りで睡眠をとるとライオンに成長する。子ライオン時は能力は低いがランクアップに必要なカロリーが少ない。また、パートナーの獲得や交尾はライオンに成長しなければできない。
- ディノニクス
- ディロフォサウルス
- ポメラニアン（白）（DLC/初回版予約特典）
- ポメラニアン（黒）（DLC/初回版予約特典）
- シルキーテリア（DLC）
- ボスネコ（DLC/Joshin予約特典）
- クロコダイル（DLC/Amazon.co.jp予約特典）
- サーベルタイガー（DLC）
- 北京原人（DLC）

最長でも60年程しか生きられず、また交尾もできない。

### 草食動物
- 二ホンジカ
- ヒヨコ/ニワトリ

縄張りで睡眠をとるとニワトリに成長する。パートナーの獲得や交尾はニワトリに成長しなければできない。
- ウサギ
- ヤマアラシ
- チンパンジー
- ガゼル
- ブタ
- ブラックバック
- ヒツジ
- アクシスジカ
- イノシシ
- ヤギ
- サラブレッド
- ホルスタイン
- シマウマ
- バッファロー
- カバ
- ダチョウ
- ゾウ
- ジャイアントモア
- マンモス
- カンガルー（DLC/ソフマップ、ビックカメラ、ヨドバシカメラ予約特典）
- キリン（DLC/公式パーフェクトガイド購入特典）
- パンダ（DLC/ゲオ予約特典）
- サラリーマン（DLC）

交尾はできず、82年でハングリーがゼロになる。「ﾑｼｬﾑｼｬうまぁい」など台詞もある。

### 災害時特殊探査機
AIBOをモデルとした機械犬。高い初期能力を持つが機械であるため、世代交代を行うことができず、プレイ中で上昇したステータスが次回に引き継がれない。また、機械ではあるものの便宜上、肉食動物と同様に扱われ、ハングリーゲージは減少し、捕食によって回復しなければならない。また、敵として出現した時に倒しても、捕食することができない。なお､本系統は寿命の概念が無く何年生存しようともハングリーゲージの低下が発生しない｡その為サバイバルモードでは北京原人が蔓延る100年目以降も水飲み場だけ周回して延々と生存が可能｡また､ハングリーゲージが0になった場合のHP低下についても同一の水飲み場が利用できるまでのインターバルによるHP減少よりもHP回復量が多く､極端な話ではあるが敵が発生しないストーリーモード最深部のエリアの水場でボタンを連打し続けるだけで999年の達成が可能｡
- (試作型災害時特殊探査機)ERC-003
- (災害時特殊探査機I)ERC-2000
- (災害時特殊探査機II)ERC-X（DLC）

### NPC
- ハト
- カラス
- ツル　代々木公園東の池にしか出没しない。ごくまれにタキシードを落とす。
- メガネウラ
- シソチョウ
- プテラノドン
- ERC-XII　ストーリーのラスボス。突進やビームなど何でもありなロボット。
- 北京原人　生存年数が100年ほど経過すると出現し、倒しても捕食することができない。